# Distretto di Aïn Tallout
Il distretto di Aïn Tallout è un distretto della provincia di Tlemcen, in Algeria.

## Comuni
Il distretto di Maghnia comprende 2 comuni:
- Aïn Tallout
- Aïn Nehala